# 백자 박산형뚜껑 향로
백자 박산형뚜껑 향로(白磁 博山形蓋 香爐)는 한국에서 출토된 12세기의 박산향로이다.
12세기 중국 송대 경덕진요에서 만든 것으로 추정되기도 하나 국적과 가마터를 가늠하기가 매우 어렵다. 그 예가 드문 작품으로 옥과 같이 맑고 우아한 형태의 청백색 백자 향로이다. 고려 고분에서 고려청자들과 함께 출토된 것으로 추정된다.
둥근 반구형의 뚜껑이 중첩된 산악형을 이루고 있으며, 그 꼭대기에는 부정형의 다각광망형을 이룬 큰 기공이 있고, 이를 중심 한 둘레의 일곱 군데에 쌍엽형 풍혈이 있어서 연기를 내뿜도록 되어 있다. 아래쪽의 몸체는 밖으로 흰토끼 꼬리 모양의 삼족이 붙어 있는 반구형으로, 전체적인 형태는 중국 한대의 박산향로를 단순화시킨 것이다. 유색은 광택 있는 맑은 청백색의 유약이 전면에 두껍게 칠해져 있으며, 빙열도 거의 없다.

## 개요
개성 부근의 고려 시대 무덤에서 출토되었다고 전하는 백자 향로로 높이 8.5cm, 지름 8.1cm이다.
몸체는 전체적으로 둥근 형태로 뚜껑 부분과 향을 피우는 부분으로 되어 있으며 휘어진 토끼 꼬리 모양의 다리 3개가 부착되어 있다. 산을 겹쳐 놓은 모양을 한 반구형 뚜껑의 정상에는 다각형의 큰 구멍이 있으며, 그 밑에 다시 돌아가면서 7개의 구멍을 배치하여 이를 통하여 연기가 발산되도록 하였다.
유약은 청백색의 백자 유약을 두껍게 발랐으며, 투명하고 광택이 난다. 이 향로는 12세기경에 제작된 것으로 추정되지만 국적과 가마터를 가늠하기가 매우 어렵다. 형태는 중국 한나라 때 신선들이 살고 있다는 상상속의 산인 박산을 형상화 한 박산향로를 단순화·양식화시킨 것이다. 이 향로와 같이 둥근 형태를 이룬 몸체에 뚜껑의 윗면에 구멍을 내는 양식은, 송나라 때 백자 향로 중에 더러 보이고 있다.
이러한 점들로 보아 백자 박산형뚜껑 향로(白磁 博山形蓋 香爐)는 12세기 고려 백자와 중국 남송 전기의 청백자 성격이 복합적으로 반영된 작품으로 보인다.

## 참고 자료
- 백자 박산형뚜껑 향로 - 국가유산청 국가유산포털
- 한국저작권위원회 공유마당에 있는 사진
- 본 문서에는 서울특별시에서 지식공유 프로젝트를 통해 퍼블릭 도메인으로 공개한 저작물을 기초로 작성된 내용이 포함되어 있습니다.